# Chelidonsäure
Chelidonsäure ist eine heterocyclische organische Dicarbonsäure. Sie besitzt ein Pyran-Grundgerüst.

## Geschichte
Bei der Untersuchung des Krauts und der Wurzel des Schöllkrauts entdeckte J. M. A. Probst 1839 die Chelidonsäure. Lerch (1846), Hutstein (1851) und Wilde (1863) veröffentlichten in der Folge die Ergebnisse ihrer Forschungen.

## Darstellung
Zur Herstellung von Chelidonsäure wird zunächst Aceton in einer zweifachen Claisen-Kondensation mit Oxalsäurediethylester umgesetzt. Als Base wird praktischerweise Natriumethanolat (NaOEt) verwendet. Der hierbei entstehende 2,4,6-Trioxo-1,7-dicarbonsäurediethylester kann anschließend mittels wässriger Salzsäure (HCl) zu Chelidonsäure cyclisiert werden.

## Eigenschaften
Chelidonsäure ist ein farbloser und geruchloser Feststoff, der bei 265 °C schmilzt. Sie löst sich schlecht in Wasser.

## Reaktionen
Durch Reduktion kann Chelidonsäure zur Herstellung von 2,6-Pyrandicarbonsäuren genutzt werden. Zur Reduktion kann beispielsweise ein Palladiumkatalysator herangezogen werden.
Chelidonsäure reagiert mit Aminen zu Hydropyridindicarbonsäure-Derivaten. So kann Chelidamsäure durch die Umsetzung mit Ammoniak aus Chelidonsäure gewonnen werden.
Werden an Stelle von Ammoniak primäre Amine (z. B. Ethylamin) verwendet, können N-alkylierte Pyridinderivate erhalten werden: